# Ludwig Aurbacher

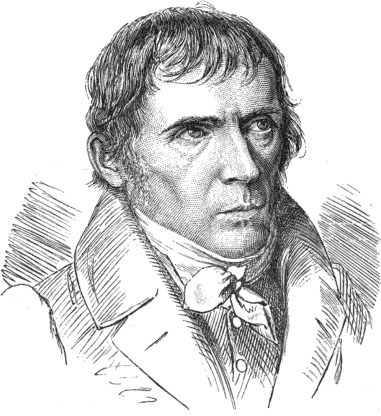
Ludwig Aurbacher

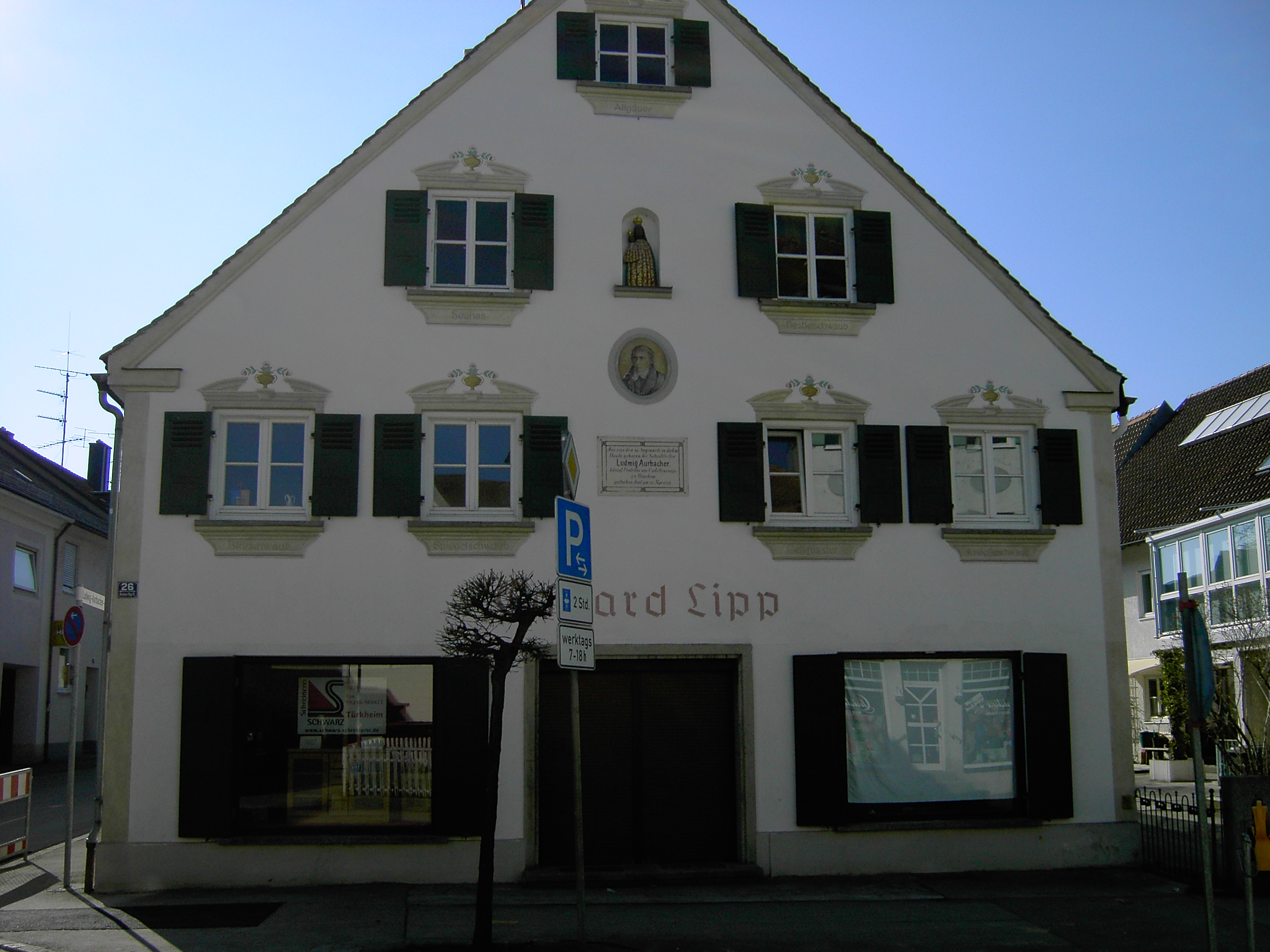
Ludwig Aurbachers Geburtshaus in Türkheim

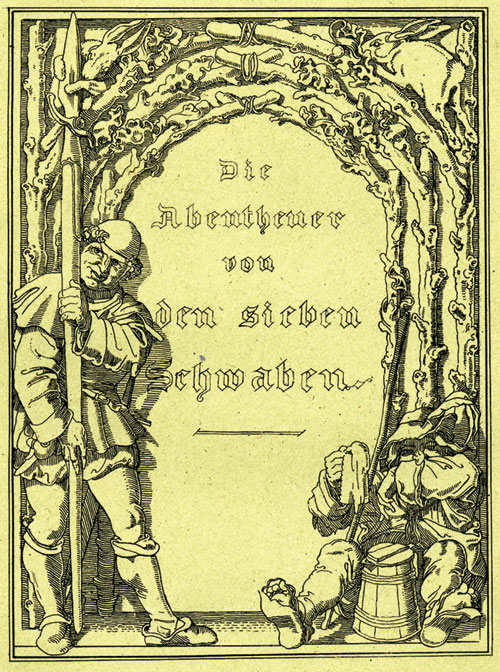
Ludwig Aurbacher:
Die Abentheuer von den sieben Schwaben.
Einband einer Ausgabe von 1832

Ludwig Aurbacher (* 26. August 1784 in Türkheim, Schwaben; † 25. Mai 1847 in München) war ein deutscher Schriftsteller.

## Leben
Der Sohn eines Nagelschmieds besuchte die Schule in Landsberg am Lech und wollte anschließend eine geistliche Laufbahn einschlagen. 1793 war er Chorknabe in Dießen am Ammersee. Weitere Stationen waren das Benediktinerseminar in München (1795/96) und das Kloster Ottobeuren, in das er nach dem Gymnasialabschluss 1801 als Novize eintrat. Nach der Säkularisation von Ottobeuren lebte er kurz im Kloster Wiblingen, doch verließ er 1803 auch aus gesundheitlichen Gründen den Orden. Nach einer Zeit als Hofmeister beim Stiftskanzler von Weckbecker in Ottobeuren (1804–1808) fand er seine Lebensstellung als Lehrer: Von 1809 bis 1834 unterrichtete er als Professor für deutschen Stil und Ästhetik am Kadettenkorps in München. Ludwig Aurbacher starb 1847 im Alter von 62 Jahren in München.

## Grabstätte

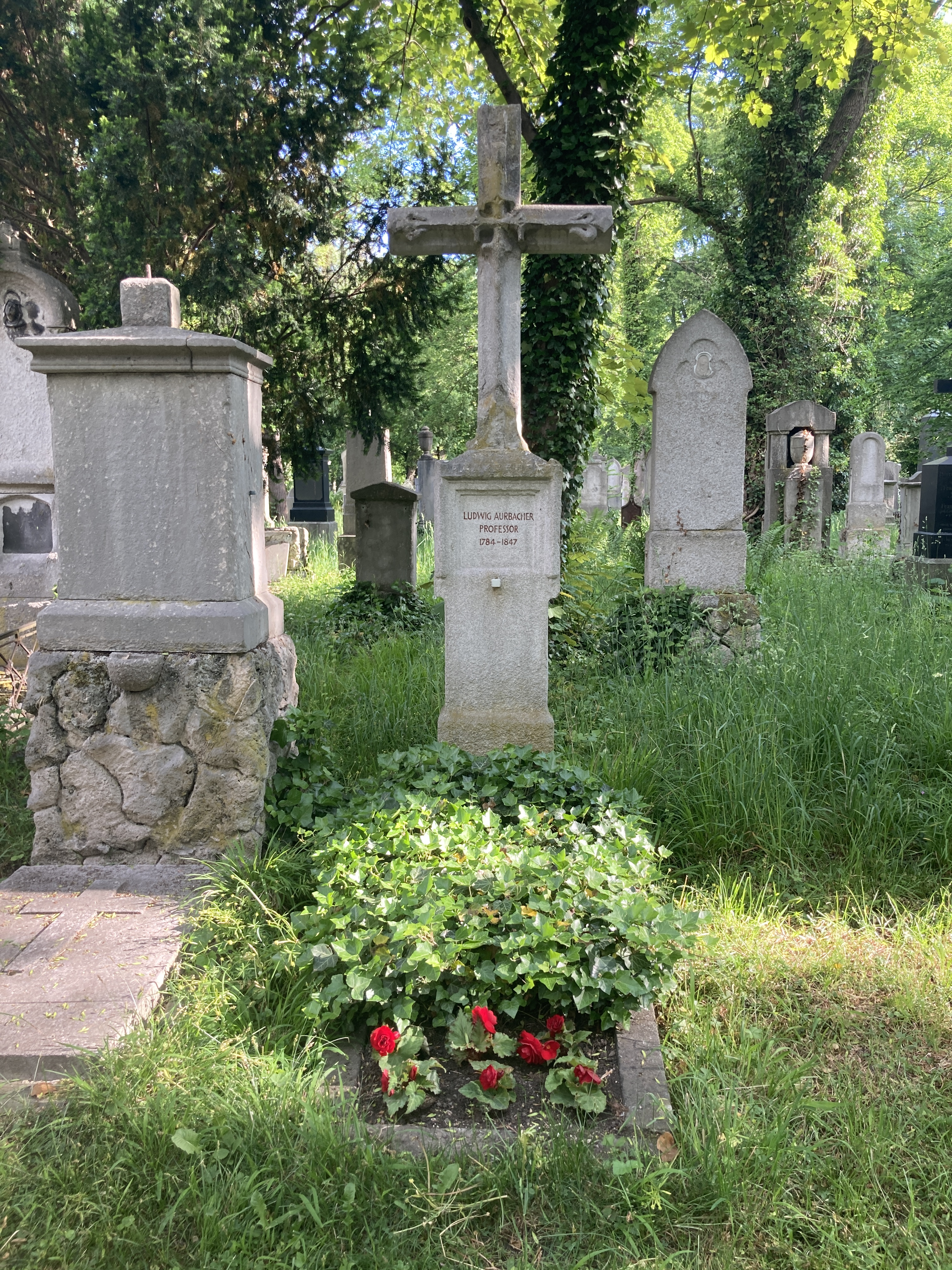
Grab von Ludwig Aurbacher auf dem Alten Südlichen Friedhof in München

Die Grabstätte von Ludwig Aurbacher befindet sich auf dem Alten Südlichen Friedhof in München (Gräberfeld 21 – Reihe 13 – Platz 38) Standort.

## Namensgeber
- In seinem mittelschwäbischen Geburtsort Türkheim erinnern eine Stube im Sieben-Schwaben-Museum[2][3][4] an den Autor. Nach ihm sind die Ludwig-Aurbacher-Mittelschule und die Ludwig-Aurbacher-Straße benannt.

- In München wurde 1898 die Aurbacherstraße im Stadtteil Obere Au (Stadtbezirk 5 – Au-Haidhausen) nach Ludwig Aurbacher benannt. [5].

- Auch in Ottobeuren ist die Aurbacherstraße nach Ludwig Aurbacher benannt.[6]

## Werke
Sein bekanntestes Werk ist die zweibändige Sammlung von im Volkston verfassten Erzählungen, die 1827–1829 zunächst anonym unter dem Titel Ein Volksbüchlein erschien. Vor allem die dort enthaltenen Geschichten von den Sieben Schwaben wurden populär.
- Freie Lehrervereinigung für Kunstpflege zu Berlin (Hrsg.): Abenteuer der sieben Schwaben und des Spiegelschwaben: für Freunde herzhaften Humors unter groß und klein. Nachdruck der Originalausgabe Mainz, Scholz, 1908. Melchior Verlag, Wolfenbüttel 2006, ISBN 3-939102-88-1.